# Impact Zone
The Impact Zone, también conocida como Impact Wrestling Zone, es el apodo de lucha profesional para el Sound Stage en Universal Studios Orlando, Florida. Su apodo se derivó de Impact Wrestling, un show semanal producida por Total Nonstop Action Wrestling (TNA), (ahora conocida como Impact Wrestling) que se emitió desde este lugar. Entre 2004 y marzo de 2013, TNA grabó sus transmisiones desde el Soundstage 21 antes de rescindir el contrato de arrendamiento y comenzar a realizar giras a nivel nacional. TNA regresó a Universal Studios el 21 de noviembre de 2013 en el Soundstage 19, que es más pequeño y tiene menos personas que su arena original. Desde entonces, la compañía ha estado grabando la mayor parte de su programación en los Estudios Universal (con grabaciones ocasionales en otros lugares), pero no hay un lugar permanente para las grabaciones. La empresa cambia entre los Soundstages 19, 20 y 21.
Como parte del acuerdo con Universal Studios, Impact Wrestling no puede cobrar la admisión general a los eventos que se realicen en la Impact Zone, a excepción de los paquetes VIP. Esto significa que la compañía a veces busca lugares alternativos para albergar sus grandes eventos de pago por visión.

## Historia

### Uso inicial
Soundstage 21 fue originalmente conocido como Extreme Arena y se usó para los juegos Nickelodeon Guts y Global Guts entre 1992 y 1995. En 1996, la World Championship Wrestling comenzó a grabar sus programas de lucha libre sindicados WCW Pro y WCW Worldwide desde Soundstage 21, ahora llamado WCW Arena. (Antes de eso, se grabaron en Disney-MGM Studios). WCW continuó grabando los shows y algunos episodios de WCW Saturday Night hasta 1998 cuando WCW Pro se canceló y WCW Worldwide se grabó antes de WCW Thunder. En 1999, el espectáculo Roller Derby RollerJam fue filmado desde el edificio ahora llamado RolllerJam Arena. Se fueron después de que su programa fuera cancelado en 2001 y otra compañía de lucha llamada Xcitement Wrestling Federation comenzó a grabar sus programas allí.

### Total Nonstop Action Wrestling / Impact Wrestling

#### Casa de Total Nonstop Action Wrestling (2004–2013)
En mayo de 2004, Total Nonstop Action Wrestling anunció que comenzaría su primer programa televisivo a nivel nacional, TNA Impact en Fox SportsNet. También anunciaron que transmitirían este programa desde Universal Studios como parte de un acuerdo alcanzado con el parque temático. En consecuencia, TNA arrendó Soundstage 21 con el propósito de organizar eventos de lucha libre por un período de tiempo indefinido. TNA también trasladó varias de sus oficinas principales a Orlando desde su hogar original en Nashville.
Desde junio de 2004 hasta marzo de 2013, TNA grabó su programa principal, TNA Impact, así como su programa secundario Xplosion desde la Impact Zone. También se emitieron todos los pagos por evento mensuales en la historia de la compañía desde ese lugar hasta octubre de 2006, cuando se emitió Bound for Glory desde el Compuware Arena en Detroit. También organizaron un show especial de The Best Damn Sports Show Period que se tituló Best Damn Wrestling Event Period.
En agosto de 2006 en Hard Justice, se desató un incendio en las vigas de la Impact Zone. El incendio fue el resultado de la pirotecnia de encender una bolsa de arena de arpillera. La SoundStage se evacuó durante aproximadamente 20 minutos, mientras que el Departamento de Bomberos de Orlando inspeccionó el daño resultante y el edificio en general. Posteriormente, se permitió la entrada de la audiencia y se reanudó el espectáculo con solo un combate cancelado.
El 31 de enero de 2013, Total Nonstop Action Wrestling anunció que grabaría su programa semanal, Impact Wrestling de diferentes lugares de los Estados Unidos con el primer programa en vivo el 14 de marzo de 2013 en el Sears Center Arena cerca de Chicago. Los últimos dos episodios de Impact Wrestling filmados en esta ubicación fueron el 28 de febrero de 2013 y el 7 de marzo de 2013. Después de esto, Total Nonstop Action Wrestling despejó el lugar y finalizó el contrato de Universal Studios después de estos shows.

#### El regreso de TNA a Orlando
TNA regresó a Universal Studios en Soundstage 19 con su primer espectáculo el 21 de noviembre de 2013. Una versión más pequeña del escenario debutó esa noche junto con nuevas estructuras de iluminación y nuevos asientos en un recinto más pequeño que tiene 16,500 pies cuadrados. Desde 2014 hasta 2016, la compañía ha estado grabando su programación en Soundstage 20, que es la misma capacidad que Soundstage 19. Sin embargo, en enero de 2017, la compañía grabó nuevamente sus shows de Impact! desde Soundstage 19. En marzo de 2017, la compañía regresó a Soundstage 21, la Impact Zone original de TNA, por primera vez en cuatro años. Para las grabaciones de abril, la compañía una vez más utilizó Soundstage 20, por lo que el cambio a Soundstage 21 no fue permanente. Soundstage 19 se utilizó para las grabaciones de julio y agosto. Originalmente, se programó que la compañía mantuviera su PPV insignia Bound for Glory junto con grabaciones de varios días allí en noviembre, pero en cambio, trasladaron el evento y las siguientes grabaciones a Ottawa, Ontario, Canadá. Impact Wrestling regresó a Orlando en enero cuando la compañía realizó sus primeras grabaciones de 2018 en Soundstage 19. La Impact Zone también recibió el primer PPV en vivo de 2018, Redemption. Después de las grabaciones de abril, Impact Wrestling comenzó a realizar shows en otros recintos y países, dejando el regreso a la Impact Zone incierto. Las gradas utilizadas en la Impact Zone se pusieron a la venta en eBay en agosto.

## Estadísticas

### Arenas
| Recinto       | Tamaño               | Capacidad | Uso                                                                                  |
| ------------- | -------------------- | --------- | ------------------------------------------------------------------------------------ |
| Soundstage 19 | 16500 pies cuadrados | 1100      | *Noviembre de 2013 a diciembre de 2013 *Enero de 2017 *Julio de 2017 a abril de 2018 |
| Soundstage 20 | 16500 pies cuadrados | 1100      | *Marzo de 2014 a octubre de 2016 *Abril de 2017                                      |
| Soundstage 21 | 22000 pies cuadrados | 1400      | *Junio de 2004 a marzo de 2013 *Marzo de 2017                                        |